# Olchówki
Olchówki – wzgórze o wysokości 346 m n.p.m. na Wyżynie Olkuskiej. Szczyt znajduje się w Krzeszowicach, przy granicy z Miękinią. Ze wzgórza wypływa potok Olchówki Małe, który wpada do potoku Miękinia w Dolinie Miękini. A z zachodniego zbocza potok Olchówki.